# Steina (Willingshausen)
Das Dorf Steina ist seit dem 1. Januar 1974 ein Ortsteil der Gemeinde Willingshausen im nordhessischen Schwalm-Eder-Kreis. 

## Geographie

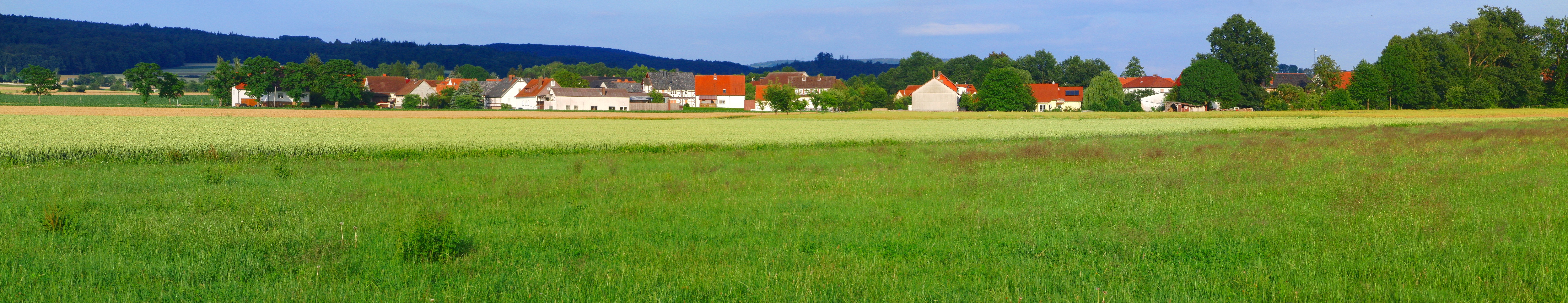
Panorama von Steina, aufgenommen von Westen

Steina liegt im Süden der von der Schwalm durchflossenen Landschaft Schwalm etwa 7 km nordöstlich des Hauptortes am östlichen Schwalm-Zufluss Steina. Nordöstlich am Dorf vorbei verläuft die Bundesstraße 454, von der die B 254, die östlich an Steina vorbeiführt, etwa in Richtung Südsüdwesten abzweigt. Von den Bundesstraßen zweigen die in die Ortschaft führenden Kreisstraßen 108 und 109 ab.
Zu Steina gehört das knapp 2 km östlich am Waldrand an der Stelle der ehemaligen Siedlung Obersteina gelegene ehemalige Forsthaus bzw. die heutige Schulsiedlung Steinatal mit der 1948 gegründeten Melanchthon-Schule, einem staatlich anerkannten Gymnasium, dessen Schulträger die Evangelische Kirche von Kurhessen-Waldeck ist.

## Geschichte
Im Jahre 782 wurde in einer Urkunde von Karl dem Großen ein Ort mit dem Namen Steinaha. Aus späteren Urkunden geht die Existenz dreier Orte (Unter-, Mittel- und Obersteina) hervor. Das heutige Steina ist das 1106 erstmals erwähnte ehemalige Untersteina. Die im 12. und 13. Jahrhundert bestehenden Siedlungen Mittelsteina und Obersteina wurden spätestens im 16. Jahrhundert Wüstungen.  Weitere Erwähnungen erfolgten unter den Ortsnamen (in Klammern das Jahr der Erwähnung): Stenahe (1254), Stena (1290) und schließlich ab 1290 als Untersteina bzw. ab 1365 nur noch als Steina.
Im Dreißigjährigen Krieg wurde Steina in der Nacht vom 13. zum 14. November 1640, einen Tag vor dem Gefecht am Riebelsdorfer Berg, von kaiserlichen Truppen unter General Johann Rudolf von Breda niedergebrannt. 
1951 wurde aus Teilen der bisherigen Gemarkung Steina die Gemarkung des für Heimatvertriebene neu geschaffenen Orts Trutzhain gebildet.
Zum 1. Januar 1974 wurde die bis dahin selbständige Gemeinde Steina im Zuge der Gebietsreform in Hessen kraft Landesgesetz mit weiteren Gemeinden und der am 31. Dezember 1971 gebildeten Gemeinde Antrefftal zu einer neuen Großgemeinde mit dem Namen Willingshausen zusammengeschlossen. Für alle ehemals eigenständigen Gemeinden von Willingshausen wurde je ein Ortsbezirk mit Ortsbeirat und Ortsvorsteher nach der Hessischen Gemeindeordnung gebildet.

## Bevölkerung
Einwohnerstruktur 2011
Nach den Erhebungen des Zensus 2011 lebten am Stichtag, dem 9. Mai 2011, in Steina 291 Einwohner. Darunter waren 6 (2,1 %) Ausländer.
Nach dem Lebensalter waren 51 Einwohner unter 18 Jahren, 114 zwischen 18 und 49, 72 zwischen 50 und 64 und 54 Einwohner waren älter. Die Einwohner lebten in 114 Haushalten. Davon waren 24 Singlehaushalte, 30 Paare ohne Kinder und 48 Paare mit Kindern, sowie 12 Alleinerziehende und keine Wohngemeinschaften. In 18 Haushalten lebten ausschließlich Senioren und in 75 Haushaltungen lebten keine Senioren.
Einwohnerentwicklung
| Quelle: Historisches Ortslexikon |                               |
| • 1502:                          | 11 Männer                     |
| • 1585:                          | 16 Hausgesesse                |
| • 1639:                          | 8 Männer, eine Witwen         |
| • 1681:                          | 8 Hausgesesse, ein Ausschuss  |
| • 1746:                          | 17 Wohnhäuser, 118 Einwohner. |

| Steina: Einwohnerzahlen von 1834 bis 2015 | Steina: Einwohnerzahlen von 1834 bis 2015 | Steina: Einwohnerzahlen von 1834 bis 2015 | Steina: Einwohnerzahlen von 1834 bis 2015 | Steina: Einwohnerzahlen von 1834 bis 2015 |
| --- | ----------------------------------------- | ----------------------------------------- | ----------------------------------------- | ----------------------------------------- |
| Jahr |                                           |                                           |                                           | Einwohner                                 |
| 1834 | 1834                                      |                                           | 162                                       | 162                                       |
| 1840 | 1840                                      |                                           | 192                                       | 192                                       |
| 1846 | 1846                                      |                                           | 183                                       | 183                                       |
| 1852 | 1852                                      |                                           | 185                                       | 185                                       |
| 1858 | 1858                                      |                                           | 171                                       | 171                                       |
| 1864 | 1864                                      |                                           | 165                                       | 165                                       |
| 1871 | 1871                                      |                                           | 166                                       | 166                                       |
| 1875 | 1875                                      |                                           | 165                                       | 165                                       |
| 1885 | 1885                                      |                                           | 152                                       | 152                                       |
| 1895 | 1895                                      |                                           | 157                                       | 157                                       |
| 1905 | 1905                                      |                                           | 168                                       | 168                                       |
| 1910 | 1910                                      |                                           | 176                                       | 176                                       |
| 1925 | 1925                                      |                                           | 188                                       | 188                                       |
| 1939 | 1939                                      |                                           | 288                                       | 288                                       |
| 1946 | 1946                                      |                                           | 373                                       | 373                                       |
| 1950 | 1950                                      |                                           | 336                                       | 336                                       |
| 1956 | 1956                                      |                                           | 482                                       | 482                                       |
| 1961 | 1961                                      |                                           | 448                                       | 448                                       |
| 1967 | 1967                                      |                                           | 474                                       | 474                                       |
| 1980 | 1980                                      |                                           | ?                                         | ?                                         |
| 1990 | 1990                                      |                                           | ?                                         | ?                                         |
| 2000 | 2000                                      |                                           | ?                                         | ?                                         |
| 2011 | 2011                                      |                                           | 246                                       | 246                                       |
| 2015 | 2015                                      |                                           | 504                                       | 504                                       |
| Datenquelle: Historisches Gemeindeverzeichnis für Hessen: Die Bevölkerung der Gemeinden 1834 bis 1967. Wiesbaden: Hessisches Statistisches Landesamt, 1968. Weitere Quellen: Gemeinde Willingshausen; Zensus 2011 |                                           |                                           |                                           |                                           |

Historische Religionszugehörigkeit
| Quelle: Historisches Ortslexikon |                                                                   |
| • 1861:                          | 168 evangelisch-reformierte Einwohner                             |
| • 1885:                          | 152 evangelische (= 100 %) Einwohner                              |
| • 1961:                          | 429 evangelische (= 95,76 %), 17 katholische (= 3,79 %) Einwohner |

Historische Erwerbstätigkeit
| • 1746: | 4 Leineweber, zwei Schneider, ein Zimmermann, 6 Tagelöhner                                                                        |
| • 1838  | Familien: 10 Ackerbau, 8 Gewerbe, 7 Tagelöhner                                                                                    |
| • 1961  | Erwerbspersonen: 77 Land- und Forstwirtschaft, 50 produzierendes Gewerbe, 3 Handel und Verkehr, 25 Dienstleistungen und Sonstiges |

## Politik
Für Steina besteht ein Ortsbezirk (Gebiete der ehemaligen Gemeinde Steina) mit Ortsbeirat und Ortsvorsteher nach der Hessischen Gemeindeordnung.
Der Ortsbeirat besteht aus fünf Mitgliedern. Bei den Kommunalwahlen in Hessen 2021 betrug die Wahlbeteiligung zum Ortsbeirat 58,41 %. Alle Kandidaten gehörten der „Liste für Steina“ an. Der Ortsbeirat wählte Susanne Schlemmer zur Ortsvorsteherin.

## Kulturdenkmäler
Für die unter Denkmalschutz stehenden Kulturdenkmäler des Ortes siehe die Liste der Kulturdenkmäler in Steina (Willingshausen).